# Бродхарс, Марсель

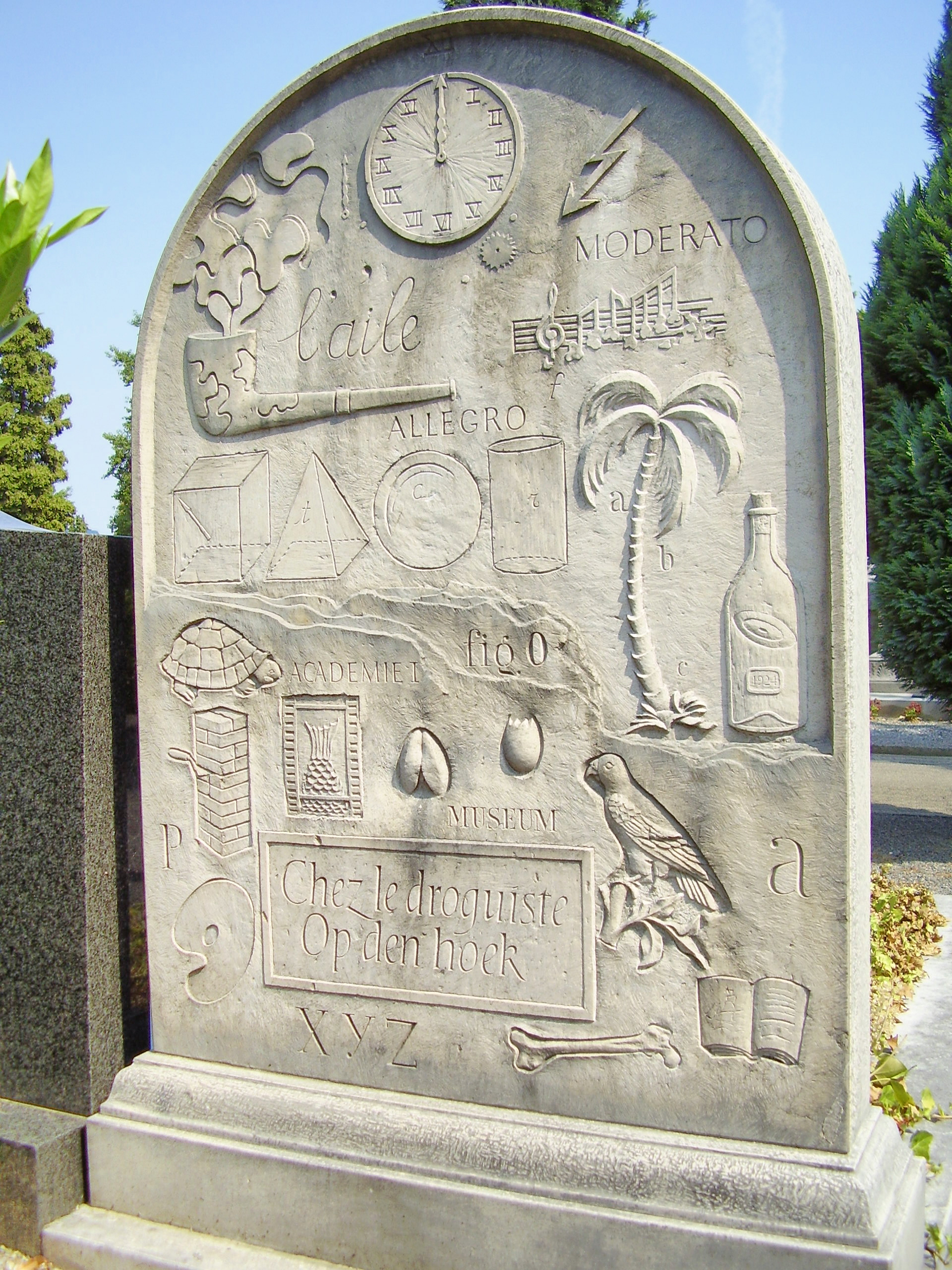
Памятник на могиле М. Бротарса собственного авторства на кладбище Икселя

Марсель Бротарс (также Бротхарс, Бродхарс, фр. Marcel Broodthaers; 28 января 1924, Сен-Жиль — 28 января 1976, Кёльн) — бельгийский художник, поэт и кинорежиссёр.
Получил известность благодаря своим сюрреалистическим сюжетам. Его работы полны иронии, насмешек над тривиальностью жизни и отсылок к литературным текстам. В своем творчестве он смешивает концептуальное искусство, где идея доминирует над произведением как объектом, и интерес к повседневной жизни, восходящий к движению нового реализма с его критическим взглядом на роль искусства и художника в обществе.

## Жизнь и творчество
Бротарс родился в Сен-Жиле в 1924 году. В Бельгии его причисляли к группе сюрреалистов-революционеров. Там он с 1945 года занимался журналистикой, режиссурой и литературой. В 1957 году он создаёт свой первый фильм, а с 1967 года снимает более 50 короткометражных лент в документальном, нарративном и экспериментальном жанрах. Двадцать лет поэтического творчества он считал неудачными: четыре опубликованных сборника стихов не принесли ему ни известности, ни популярности.
1964 год Бродхарс отмечает как переход к новому виду творчества — скульптуре, начиная, таким образом свою новую, «вторую» жизнь в искусстве. В этот год он создает своё первое произведение в этом жанре — скульптурную композицию «Напоминание» (Pense-Bête), стихотворный сборник, воплощённый в скульптуре. В данном сборнике был текст под названием «Мидия» (La Moule):

«Cette roublarde a évité le moule de la société. Elle s’est coulée dans le sien propre. D’autres, ressemblantes, partagent, avec elle l’anti-mer. Elle est parfaite».
Толчком для игры воображения художника здесь послужил тот факт, что слова «мидия» и «трафарет» во французском языке звучат одинаково как «moule», при этом автор пренебрегает тем, что они употребляются с артиклями различных родов.
В этом же году для его первой выставки он пишет в знаменитом предисловии к каталогу выставки:

"Я тоже сомневался, смогу ли я что-нибудь продать и преуспеть в жизни. Временами у меня не получалось ровным счетом ничего. Мне сорок лет… В конце концов ко мне пришла идея создать что-то лицемерное, и я тут же принялся за работу. Через три месяца я показал то, что я создал, Филиппу Эдуарду Туссэ, владельцу Галереи Сан-Лоран. "Но это же искусство," — сказал он, «и я с удовольствием выставлю все это в моей галерее.» «Договорились» — ответил я. Если мне удастся продать что-нибудь, 30 % его. Это нормальная практика, в некоторых галереях просят 75 %.
Что это? Вообще-то, это предметы." — Цит. по Marcel Broodthaers, Tate Gallery, 1980 p13
К идее трафаретов он возвращается в 1966 году на выставке в Антверпене, формулируя теорию, основанную на работе Рене Магритта «Вероломство образов» (фр. La trahison des images). Бротарс утверждает, что «мидия содержит в себе трафарет и наоборот. Также как трубка Магритта является трафаретом струйки дыма.»
Затем он создает такие работы как «Большая конфетная чаша» (Grote snoepbokaal, 1965), «Красные мидии в кастрюле» (Rode mosselen in de pot, 1965), «Яичная скорлупа и булавка» (Eierschalen met speld, 1965) и «Зеркало, белая окантовка с яйцами» (Spiegel, witte omlijsting met eieren, 1966—1967), которые довольно быстро оказались в частной коллекции искусства Аллы и Бенедикта Гольдшмидт .
Несмотря на всё это, Бротарс все же остался поэтом, о чём свидетельствует его работа «МУЗЕЙ детям вход воспрещен» (MUSEUM enfants non admis, 1968-69). В этой работе ярче всего проявилось чувство юмора поэта, его талант и критика, с которой он рассматривает и оценивает место искусства и его проявления в различных контекстах. Его работы во многом послужили толчком к развитию изобразительного искусства в 80-е — 90-е гг. XX века. Он показал, что искусство может отражать реальность и быть социально значимым, не теряя при этом своей эстетической ценности. Он говорил: «Il resterait alors à savoir si l’art existe ailleurs que sur un plan négatif.» (Остается понять, существует ли искусство иначе нежели в отрицании.) (Marcel Broodthaers)
С конца 1969 года Бротарс живёт в Дюссельдорфе, Берлине, и наконец, в Лондоне. Он умер от болезни печени в Кёльне, Германия, в свой 52 день рождения. Он похоронен на Иксельском кладбище в Брюсселе, на его могиле установлено надгробие, которое спроектировал он сам.

## Индивидуальный стиль
Бротарс работал со сборками так называемых «реди-мэйд» объектов  или, другими словами, с «готовыми/найденными» объектами и коллажами, которые часто включали в себя тексты. Он встраивал тексты в своё искусство и использовал все, что попадалось ему под руку: чаще всего яичную скорлупу и раковины моллюсков, но также мебель, одежду, инструменты для работы в саду, предметы домашнего обихода и репродукции картин и других художественных объектов.

## Зал Бротарса в Генте
С подачи бывшего консерватора Яна Хута, Музей современного искусства в Генте S.M.A.K.  начал собирать работы Бротарса, в число которых попали такие важные для его творчества произведения как «Большая кастрюля с мидиями» (De grote mosselpot), «Зеркало эпохи регентства» (Miroir d’Epoque Regency) и «289 яичных скорлупок» (289 eierschalen; 289 coquilles d’oeufs). В коллекции музея находится большой архив печатных материалов: афиши, книги, фотографии и письма автора. В марте 2006 года в экспозицию музея в долговременное пользование поступила работа Pense-Bête, первая работа в новом для поэта виде искусства, созданная в 1964 году, когда он прекращает свои литературные изыскания и становится художником.
В 2011 году в музее планировалось оформить зал Бротарса, в котором посетители смогли бы познакомиться с его работами, как с частью постоянной экспозиции. Работники музея S.M.A.K. надеются, что этот проект принесет музею такую же популярность, как и выставка работ Рене Магритта в Королевском музее изящных искусств в Брюсселе.

## Признание
Уже после смерти художника его работы дважды участвовали в документе — в 1982 и 1997 годах. В 2010-х годах у Марселя Бротарса прошли более 10 персональных выставок в Бельгии, Великобритании, Германии, Греции, Италии, США и Турции. Одной из них стала ретроспектива художника в MoMA в 2016 году. В рейтинге художников XX—XXI веков портала ArtFacts.net Марсель Бротарс занимает 21-ю строчку.
Работы художника хранятся в MoMA, «Тейт Модерн» и Центре Помпиду.
В 2005 году Бротарс оказался 97-м в списке кандидатов на звание Величайшего Бельгийца .

## Выставки
- 1964 Galérie Saint-Laurent, Брюссель, Бельгия
- 1965 Palais des Beaux-Arts, Брюссель, Бельгия
- 1966 Wide White Space, Антверпен, Бельгия
- 1972 documenta 5, Кассель, Германия
- 1974 Palais des Beaux-Arts, Брюссель, Бельгия
- 1980 Museum Ludwig, Кёльн, Германия
- 1980 Tate Gallery, Лондон, Великобритания
- 1982 documenta 7, Кассель, Германия
- 1981 Marcel Broodthaers, Роттердам, Нидерланды
- 1984 Von hier aus — Zwei Monate neue deutsche Kunst in Düsseldorf, Дюссельдорф, Германия
- 1989 Walker Art Center, Миннеаполис, США
- 1991 Galerie nationale du Jeu de Paume, Париж, Франция
- 1995 Kunstmuseum Bonn, Бонн, Германия
- 1997 Centro Galego de Arte Contemporánea, Сантьяго де Компостелла, Испания
- 2011 MARCEL | Het Broodthaerskabinet 26 maart t/m 05 juni 2011 in het S.M.A.K., Гент, Бельгия